# Соку-Таш
Соку-Таш (кирг. Соку-Таш) — село в Сузакском районе Джалал-Абадской области Кыргызстана. Входит в состав Кызыл-Тууского айылного аймака.

## География
Село расположено в юго-восточной части области, на расстоянии приблизительно 23 километров (по прямой) к северо-востоку от села Сузак, административного центра района. Абсолютная высота — 1102 метра над уровнем моря.

## Население
Согласно оценочным данным Национального статистического комитета Кыргызской Республики, численность населения села на начало 2023 года составляла 451 человек.
| год     | 2009 | 2014 | 2015 | 2020 | 2021 | 2023 |
| ------- | ---- | ---- | ---- | ---- | ---- | ---- |
| человек | 500  | 581  | 571  | 599  | 575  | 451  |